# Corynoptera psilospina
Corynoptera psilospina är en tvåvingeart som beskrevs av Werner Mohrig 1999. Corynoptera psilospina ingår i släktet Corynoptera och familjen sorgmyggor. Inga underarter finns listade i Catalogue of Life.